# Хејврил (Масачусетс)
Хејврил (енгл. Haverhill) град је у америчкој савезној држави Масачусетс. По попису становништва из 2010. у њему је живело 60.879 становника.

## Демографија
Према попису становништва из 2010. у граду је живело 60.879 становника, што је 1.910 (3,2%) становника више него 2000. године.
| Група             | 2000.          | 2010.          |
| Белци             | 50.912 (86,3%) | 48.394 (79,5%) |
| Афроамериканци    | 1.419 (2,4%)   | 2.042 (3,4%)   |
| Азијати           | 801 (1,4%)     | 988 (1,6%)     |
| Хиспаноамериканци | 5.174 (8,8%)   | 8.831 (14,5%)  |
| Укупно            | 58.969         | 60.879         |